# آن هارادا
آن هارادا هي لاعب هوكي الحقل كندية، ولدت في 21 مارس 1977.